# Tails' Skypatrol
 (octobre 2019).
Si vous disposez d'ouvrages ou d'articles de référence ou si vous connaissez des sites web de qualité traitant du thème abordé ici, merci de compléter l'article en donnant les références utiles à sa vérifiabilité et en les liant à la section « Notes et références ».
Tails' Skypatrol (テイルスのスカイパトロール, Teirusu no Sukaipatorōru) est un jeu vidéo de plates-formes et d'aventure sorti au Japon en 1995 et fonctionne sur Game Gear. Le jeu a été développé par Sims Co. et JSH puis édité par Sega.
Ce jeu est à la fois un préquelle et un spin-off de la série de jeux Sonic. Le joueur incarne Tails, le compagnon de Sonic, avant sa rencontre avec le hérisson bleu, et devra libérer son île de l'emprise d'une sorcière, Wendy Witchcart, qui transforme en cristaux tous ceux qui s'opposent à elle.

## Système de jeu
Le gameplay de Tails' Skypatrol diffère légèrement de celui de la majorité des jeux de la série. On n'y trouve ni les anneaux, ni les émeraudes habituellement présents et le Dr Robotnik, ennemi régulier des héros, est totalement absent de ce titre.
Les niveaux se jouent par défilement horizontal de gauche à droite en déplaçant Tails dans les airs pour éviter obstacles et ennemis. Tomber, être touché par un ennemi ou par un obstacle fait perdre directement une vie au joueur. Pour l'aider à travers les niveaux, Tails est équipé d'un anneau d'or qu'il peu lancer comme un projectile pour tuer les ennemis ou pour activer divers mécanismes. Pour pouvoir se maintenir en l'air, la jauge de vol présente en haut à gauche de l'écran ne doit pas être vide, elle peut être rechargée en récoltant des bonbons à la menthe disséminés dans les niveaux.